# TUBE LIVE AROUND SPECIAL 2012 -SUMMER ADDICTION-
『TUBE LIVE AROUND SPECIAL 2012 -SUMMER ADDICTION-』（チューブ・ライブ・アラウンドスペシャル2012 サマー・エディクション）は、TUBEのDVD BOX。2012年12月19日発売された。

## 概要
- 3万人以上を動員したTUBEの2012年横浜スタジアムライブを収録。
- 2枚組仕様29曲となっている
- 初回生産限定盤は2枚組仕様。

## 収録曲

### Disc 1
1. Opening
2. LOVE ADDICTION
3. 泣いちゃえば
4. ダンス・ウイズ・ユー
5. 夏の住所はOn The Beach
6. 青の道標
7. カラフル
8. シャララ
9. あの夏を探して
10. いつも、いつまでも
11. よさこい Performance by -躍動-
12. 一気・本気・元気
13. -花火-
14. LIP SERVICE
15. 桃色ポンパドール
16. JUST IN TIME SUMMER
17. 涙を虹に

ENCORE① <ラテンメドレー>
1. 恋してムーチョ
2. Truth of Time
3. Te quiero（テ・キエロ）
4. 愛はカーニバル
5. 裸天女～Latin Girl～
6. 恋のMagma
7. さよならイエスタデイ
8. 恋してムーチョ～勝手にシンドバッド

ENCORE②
1. 僕が悪かった
2. シーズン・イン・ザ・サン
3. あー夏休み
4. 響け、夏詩

〈ボーナストラック〉
（初回生産限定盤のみ収録） 
1. TUBE Live Around Special 2012～SUMMER ADDICTION～ドキュメント